# Tympanogaster deanei
Tympanogaster deanei är en skalbaggsart som beskrevs av Perkins 1979. Tympanogaster deanei ingår i släktet Tympanogaster och familjen vattenbrynsbaggar. Inga underarter finns listade i Catalogue of Life.